# بقايا الحصن
 بقايا الحصن  هو معلم أثري تونسي مصنف من قبل المعهد الوطني للتراث يقع في ولاية نابل في الشمال التونسي، تحديدا في مدينة سوق الابيض تم تصنيف المعلم في يوم 1 مارس 1905 .

## مقالات ذات صلة
- قائمة المعالم الأثرية المصنفة في تونس